# أوبرتوبفوهرر
أوبرتروبفهرر ([ˈoːbɐ.tʀʊp.fyːʀɐ] ، «قائد كبير للقوات») كان رتبة شبه عسكرية للحزب النازي تم استخدامه بين عامي 1932 و1945. يرتبط الترتيب ارتباطًا وثيقًا بكتيبة العاصفة (SA)، ولكنه كان أيضًا رتبة في شوتزشتافل (SS) في سنوات تكوين تلك المجموعة.
تُترجِم Obertruppführer إلى «قائد القوات الأقدم»، أصولها إلى رتبة توبفوهرر التي كان عنوانًا استخدمته سرياتStormtrooper (قوات الصدمة) خلال الحرب العالمية الأولى. كرتبة SA، تم إنشاء Obertruppführer في عام 1932 بسبب توسع كتيبة العاصفة وتزايد عضويتها. كانت رتبة Obertruppführer مبتدئة لـ Haupttruppführer وعملت عادة كضابط صف رفيع مكافئ لفصيل في المنظمات العسكرية الأخرى. 
كرتبة شوتزشتافل، تم استخدام Obertruppführer من قبل شوتزشتافلبين عامي 1932 و1934.  قام SS-Obertruppführer بواجبات مماثلة لنظرائهم في كتيبة العاصفة وتم استخدام الترتيب أيضًا في الأيام الأولى من إس إس-فافوغن شتوبر

## شارة

NSFK
NSKK
OT
راد
RBL
SA